# 纳塔林斯克
纳塔林斯克（羅馬化：Natalʹinsk）是俄罗斯斯维尔德洛夫斯克州的市级镇，属该州克拉斯诺乌菲姆斯克区管辖。地处斯维尔德洛夫斯克州西南部，位于伏尔加河流域一条小河卡林金洛格河（Калинкин Лог）畔，在区行政中心克拉斯诺乌菲姆斯克东南、州府叶卡捷琳堡西偏南方。
该地2022年人口有1,413人；2010年人口1,914；2002年人口2,094；1989年人口2,377。